# Psammolyce globula
Psammolyce globula är en ringmaskart som beskrevs av Hartman 1965. Psammolyce globula ingår i släktet Psammolyce och familjen Sigalionidae. Inga underarter finns listade i Catalogue of Life.